# Au plus près du paradis
Au plus près du paradis è un film del 2002 diretto da Tonie Marshall.